# アグネスフローラ
アグネスフローラは日本の競走馬、繁殖牝馬。1990年の桜花賞を制し、同年のJRA賞最優秀4歳牝馬（旧年齢表記）を獲得した。主戦騎手は河内洋。
母アグネスレディーは1979年の優駿牝馬（オークス）優勝馬。自身の産駒にも、それぞれ2000年・2001年の東京優駿（日本ダービー）と皐月賞に優勝したアグネスフライトとアグネスタキオンがおり、日本競馬史上唯一の記録である母仔三代によるクラシック制覇を達成している。

## 経歴
1987年、北海道三石町の折手牧場にて、アグネスレディーの6番仔として生まれる。父ロイヤルスキーは短距離からマイル（1600m）を得意とする産駒を多く出した種牡馬であり、母が6着に敗れていた桜花賞（距離1600m）での雪辱を望まれた配合であった。場長の折手正義は、幼駒の頃の本馬について「これまでのアグネスレディーの産駒の中では、やはり一番良くできた馬でしたね。やわらかい感じで身体に幅もあったし、文句の付けようがなかった」と語っている。

### 戦績
競走年齢の3歳に達した1989年、母を管理した長浜彦三郎の息子・博之（以下、長浜）の厩舎に入った。担当厩務員の大川鉄雄は母と同じ、また調教から跨った騎手の河内洋も母の主戦騎手を務めていた。河内は本馬の素質を非常に高く買い、周囲には「この馬で（新馬戦は）9馬身は離して勝つ」と宣言した。12月9日に阪神競馬場で迎えた新馬戦では生涯唯一の2番人気だったが、2着に10馬身差を付けて初戦勝利を挙げた。のちに河内は「フライトやタキオンでもあれほどの自信はなかったね。新馬戦では」と語っている。この時点で、長浜と河内が相談の上で、桜花賞を見越したローテーションが組まれていった。
その後、翌年緒戦の条件戦を3馬身差で勝利、続くエルフィンステークスで初めて不良馬場を経験したが、好位から抜け出して連勝し、桜花賞への前哨戦・チューリップ賞では単枠指定を受け、逃げたケリーバッグをゴール前で楽に差し切って4連勝を挙げた。
4月8日に迎えた桜花賞では、前走に続き単枠指定を受け、単勝オッズ2.2倍の1番人気に支持された。レースは数頭が先行争いをした結果、重馬場ながら800m通過が45秒9というハイペースとなり、河内アグネスフローラは中団8番手前後に控える形となった。最終コーナーの地点で先行勢が失速、同時に前の馬に乗り上げたスイートミトゥーナと、故障を発生したレガシーワイスの騎手が落馬し、アグネスフローラも含む数頭が煽りを受けて馬場の外側へ振られた。最後の直線ではケリーバッグが先頭に立ったが、態勢を立て直して外から追い込んだフローラが残り200m付近でこれを捕らえ、1馬身1/4差を付けて優勝、母の雪辱を果たすと共に、史上5組目の親子によるクラシック制覇を果たした。
馬主の渡辺孝男は、表彰式後のインタビューにおいて、涙を浮かべながら「11年は長かったなあ」と語った。この勝利によって、渡辺はアグネステスコのエリザベス女王杯、アグネスレディーのオークスと合わせ、馬主として「牝馬三冠」を達成した。また、河内は桜花賞3勝目で、これは当時の最多勝記録となった。競走後、河内は最終コーナーでの事故に触れ、「外へ逃げ気味になって、少し怯んだところもあった。でも、よく立ち直ってくれた。本当に根性のある馬です」とフローラを称えた。
続いては牝馬クラシック二冠と、クリフジ-ヤマイチ以来となる母仔制覇を目標にオークスへ向かった。父方の血統から2400mの距離に対する不安視があったが、当日は1番人気に推された。レースはトーワルビーが大逃げを見せ、前半1000m通過が58秒6と桜花賞に続くハイペースとなった。アグネスフローラはやはり中団に控えた後、最終コーナーから直線にかけて先団に進出、最後の直線では桜花賞と同じくケリーバッグを捕らえて先頭に立った。しかし、後方待機策を採っていたエイシンサニーに残り100mの地点で交わされ、同馬から3/4馬身差で2着となった。
競走後、左前脚の骨折が判明し、休養に入った。骨折は軽度のものであり、秋のエリザベス女王杯を目標に調整されていたが、その後の経過において屈腱炎を発症。以後復帰することはできず、オークスを最後に競走生活から引退した。

## 競走成績
以下の内容は、netkeiba.com およびJBISサーチの情報に基づく。
| 年月日 | 年月日 | 年月日 |      | レース名       | 格  | 頭数 | 枠番 | 馬番 | 人気 | 着順 | 距離（状態）  | タイム | （上がり） | 着差   | 騎手   | 斤量 | 馬体重 | 勝ち馬/（2着馬）     |
| 1989   | 12.    | 9      | 阪神 | 3歳新馬        |     | 8    | 4    | 4    | 2    | 1着  | 芝1200m（良） | 1:10.1 | (35.4)     | -1.6秒 | 河内洋 | 53   | 468    | （リードクラシック） |
| 1990   | 1.     | 15     | 京都 | 若菜賞         | 500 | 14   | 5    | 7    | 1    | 1着  | 芝1400m（良） | 1:23.3 | (35.3)     | -0.5秒 | 河内洋 | 53   | 464    | （ゴールデンアワー） |
|        | 2.     | 4      | 阪神 | エルフィンS    | OP  | 10   | 6    | 6    | 1    | 1着  | 芝1600m（不） | 1:37.0 | (36.4)     | -0.1秒 | 河内洋 | 53   | 458    | （コニーストン）     |
|        | 3.     | 11     | 阪神 | チューリップ賞 | OP  | 10   | 5    | 5    | 1    | 1着  | 芝1600m（良） | 1:36.4 | (36.3)     | -0.2秒 | 河内洋 | 54   | 452    | （ケリーバッグ）     |
|        | 4.     | 8      | 阪神 | 桜花賞         | GI  | 18   | 5    | 9    | 1    | 1着  | 芝1600m（重） | 1:37.1 | (37.7)     | -0.2秒 | 河内洋 | 55   | 452    | （ケリーバッグ）     |
|        | 5.     | 20     | 東京 | 優駿牝馬       | GI  | 20   | 8    | 20   | 1    | 2着  | 芝2400m（良） | 2:26.2 | (36.7)     | 0.1秒  | 河内洋 | 55   | 468    | エイシンサニー       |

- 枠番・馬番の太字は単枠指定を示す。内容はnetkeiba.comのほか、日本中央競馬会『中央競馬全重賞競走成績 GI編』（1996年）に基づく[10]。

## 繁殖生活
引退後は繁殖牝馬として北海道千歳市の社台ファームに預託繋養された。しばらくは目立った産駒がなかったが、5番仔アグネスフライトが2000年に東京優駿を制し、アグネスレディーから母仔三代に渡るクラシック制覇を達成、騎乗した河内にもデビュー27年目でのダービー優勝をもたらした。さらにフライトの翌年に生まれた全弟・アグネスタキオンは、2001年皐月賞に優勝。クラシック優勝牝馬が複数のクラシック優勝馬を産んだのは日本競馬史上初めての例であった。
2頭の産駒が活躍をした一方で、総体的には脚部不安を抱える産駒も多かった。2番仔アグネスセブンオーはフライト、タキオンと同様にクラシック制覇を期待されていたが、蹄葉炎を発症して不出走のまま引退。3番仔アグネスセレーネーは屈腱炎のため1戦のみで引退。アグネスフライトは5歳時に屈腱炎で1年半以上の休養経験があり、アグネスタキオンは三冠を期待されながら屈腱炎で引退。アグネスサージャンは新馬戦を勝った後に骨折で長期休養し、その後2戦のみで引退した。長浜博之はタキオン引退発表後のインタビューにおいて、「周りからは、裏を返せばそれだけ走るからだと言われるんですが、僕自身が思うのは、そういう血統であることが分かっていて、なおかつこういう状態になるというのは、やっぱり我々の管理がどこか抜けているんじゃないかという気がしているんですがね。（中略）お祖母さんしかり、お母さんしかり、それから周りの血統の馬もみんな、靱帯だとか裏筋だとか中筋を傷めてきているわけでしょ。だから、そのあたりが何とかならないのかなと思うんですね。まあ、ジレンマなんですが」と、反省の弁も述べた。
アグネスフローラ自身は2005年の出産後に蹄葉炎を発症、治療を続けていたが、8月8日、その悪化によって死亡した。18歳没。その死後の2008年、アグネスタキオンが内国産種牡馬として史上3頭目のリーディングサイアーを獲得した。

## 産駒一覧
|       | 生年   | 馬名               | 性 | 毛色 | 父                 | 馬主     | 管理調教師                                     | 戦績・主な勝利競走                                           | 供用                                                                               | 出典   |
| ----- | ------ | ------------------ | -- | ---- | ------------------ | -------- | ---------------------------------------------- | ------------------------------------------------------------ | ---------------------------------------------------------------------------------- | ------ |
| 初仔  | 1993年 | アグネスタカオー   | 牡 | 鹿毛 | サンデーサイレンス | 渡辺孝男 | 栗東・浜田光正 →美浦・小島太                   | 19戦3勝                                                      |                                                                                    | [ 14 ] |
| 2番仔 | 1995年 | アグネスセブンオー | 牡 | 鹿毛 | トニービン         | 渡辺孝男 | 栗東・長浜博之                                 | 不出走                                                       |                                                                                    | [ 15 ] |
| 3番仔 | 1996年 | アグネスセレーネー | 牝 | 栗毛 | トニービン         | 渡辺孝男 | 栗東・長浜博之                                 | 1戦0勝                                                       | 繁殖牝馬 子孫にブレイキングドーン                                                  | [ 16 ] |
| 4番仔 | 1997年 | アグネスフライト   | 牡 | 栗毛 | サンデーサイレンス | 渡辺孝男 | 栗東・長浜博之                                 | 14戦4勝 東京優駿（GI） 京都新聞杯（GIII）                    | 種牡馬                                                                             | [ 17 ] |
| 5番仔 | 1998年 | アグネスタキオン   | 牡 | 栗毛 | サンデーサイレンス | 渡辺孝男 | 栗東・長浜博之                                 | 4戦4勝 皐月賞（GI） 弥生賞（GII） ラジオたんぱ杯3歳S（GIII） | 種牡馬、産駒のダイワスカーレットもアグネスフローラと同じく生涯連対の桜花賞馬である | [ 18 ] |
| 6番仔 | 1999年 | アグネスプロトン   | 牡 | 鹿毛 | エリシオ           | 渡辺孝男 | 栗東・長浜博之                                 | 36戦2勝                                                      |                                                                                    | [ 19 ] |
| 7番仔 | 2003年 | アグネスサージャン | 牡 | 鹿毛 | サンデーサイレンス | 渡辺孝男 | 栗東・藤岡健一 →栗東・大根田裕之               | 4戦1勝                                                       |                                                                                    | [ 20 ] |
| 8番仔 | 2005年 | アグネスフリーダム | 牡 | 栗毛 | ダンスインザダーク | 渡辺孝男 | 栗東・長浜博之 →西脇・田中道夫 →栗東・長浜博之 | 40戦3勝（うち兵庫3戦3勝）                                    |                                                                                    | [ 21 ] |

## 血統表
| アグネスフローラの血統                          | アグネスフローラの血統                    | アグネスフローラの血統   | （血統表の出典）         | （血統表の出典） |
| 父系                                            | ボールドルーラー系                        | ボールドルーラー系       | ボールドルーラー系       |                  |
| 父 *ロイヤルスキー Royal Ski 1974 栗毛 アメリカ | 父の父Raja Baba 1968 鹿毛 アメリカ        | Bold Ruler               | Nasrullah                | Nasrullah        |
| 父 *ロイヤルスキー Royal Ski 1974 栗毛 アメリカ | 父の父Raja Baba 1968 鹿毛 アメリカ        | Bold Ruler               | Miss Disco               |                  |
| 父 *ロイヤルスキー Royal Ski 1974 栗毛 アメリカ | 父の父Raja Baba 1968 鹿毛 アメリカ        | Missy Baba               | My Babu                  | My Babu          |
| 父 *ロイヤルスキー Royal Ski 1974 栗毛 アメリカ | 父の父Raja Baba 1968 鹿毛 アメリカ        | Missy Baba               | Uvira                    |                  |
| 父 *ロイヤルスキー Royal Ski 1974 栗毛 アメリカ | 父の母Coz o'Nijinsky 1969 栗毛 カナダ     | Involvement              | Intent                   | Intent           |
| 父 *ロイヤルスキー Royal Ski 1974 栗毛 アメリカ | 父の母Coz o'Nijinsky 1969 栗毛 カナダ     | Involvement              | Lea Lane                 |                  |
| 父 *ロイヤルスキー Royal Ski 1974 栗毛 アメリカ | 父の母Coz o'Nijinsky 1969 栗毛 カナダ     | Gleam                    | Tournoi                  | Tournoi          |
| 父 *ロイヤルスキー Royal Ski 1974 栗毛 アメリカ | 父の母Coz o'Nijinsky 1969 栗毛 カナダ     | Gleam                    | Flaring Top              |                  |
| 母 アグネスレディー 1976 鹿毛 日本              | 母の父*リマンド Remand 1965 栗毛 イギリス | Alcide                   | Alycidon                 | Alycidon         |
| 母 アグネスレディー 1976 鹿毛 日本              | 母の父*リマンド Remand 1965 栗毛 イギリス | Alcide                   | Chenille                 |                  |
| 母 アグネスレディー 1976 鹿毛 日本              | 母の父*リマンド Remand 1965 栗毛 イギリス | Admonish                 | Palestine                | Palestine        |
| 母 アグネスレディー 1976 鹿毛 日本              | 母の父*リマンド Remand 1965 栗毛 イギリス | Admonish                 | Warning                  |                  |
| 母 アグネスレディー 1976 鹿毛 日本              | 母の母イコマエイカン 1967 鹿毛 日本       | Sallymount               | Tudor Minstrel           | Tudor Minstrel   |
| 母 アグネスレディー 1976 鹿毛 日本              | 母の母イコマエイカン 1967 鹿毛 日本       | Sallymount               | Queen of Shiraz          |                  |
| 母 アグネスレディー 1976 鹿毛 日本              | 母の母イコマエイカン 1967 鹿毛 日本       | *ヘザーランズ            | Tenerani                 | Tenerani         |
| 母 アグネスレディー 1976 鹿毛 日本              | 母の母イコマエイカン 1967 鹿毛 日本       | *ヘザーランズ            | Dark Brocade             |                  |
| 母系(F-No.)                                     | イコマエイカン系(FN:1-l)                  | イコマエイカン系(FN:1-l) | イコマエイカン系(FN:1-l) | [ § 2 ]          |
| 5代内の近親交配                                 | Nasrullah 4･5（父内）                     | Nasrullah 4･5（父内）    | Nasrullah 4･5（父内）    | [ § 3 ]          |
| 出典                                            | 1. 2. 3.                                  | 1. 2. 3.                 | 1. 2. 3.                 | 1. 2. 3.         |